# Preseiro
Pássaro cativo engaiolado capaz de apreender, com pés e bico outro pássaro existente em ambiente silvestre. O pássaro mais utilizado como preseiro no Brasil é o curió (Sporophila angolensis). A prática dessa atividade é comum na Amazônia Brasileira.
1. ↑  Tostes, Aloísio (2001). Criação de Curiós e Bicudos,. [S.l.: s.n.]
2. ↑  Araujo, James. «Curió-preseiro: retrato da ornitofilia na Amazônia». Aves Revista Sul-Americana de Ornitofilia.